# Betty Farbstein
Betty Farbstein (* 30. Januar 1873 in Tschortkiw, Galizien, heute Ukraine; † 20. Juni 1938 in Kilchberg ZH; heimatberechtigt in Zürich) war eine frühe Schweizer Ärztin und Frauenrechtlerin.

## Leben
Ihr Geburtsname war Betty Ostersetzer, sie promovierte im Frühling 1900 in Zürich in Medizin, wo sie auch das Staatsexamen ablegte.
Sie war die erste Frau des Politikers David Farbstein. Mit ihm zusammen hatte sie die Söhne Horaz (genannt Harry) und Gustav Imanuel (* 1906). Die Scheidung der Eheleute erfolgte in gegenseitigem Einvernehmen, wobei David Farbstein sich verpflichtete, sowohl das von seinem Schwiegervater erhaltene Darlehen wie auch die nicht unerheblichen Schulden Betty Farbsteins zurückzuzahlen. Während der erstgeborene Sohn früh starb, emigrierte der Zweitgeborene 1921 nach Indien, wo er den Holocaust als Vater zweier Töchter überlebte. Seine Tochter Dina Wyler war eine bekannte Künstlerin. In zweiter Ehe war sie mit dem Deutschen Erich Karl Stoboy verheiratet.
1932 zog die ursprünglich engagierte Ärztin und Sozialdemokratin Farbstein zu ihrem älteren Sohn nach Tel Aviv-Jaffa, wo sie bis 1937 lebte.

## Wirken
Ebenso wie Paulette Brupbacher war sie nicht nur in ihrem ärztlichen Beruf, sondern auch in der Frauenfrage engagiert: „Die Vergesellschaftung der Hausarbeit bleibt eine abstrakte Forderung. Paulette Brupbacher und Betty Farbstein Ostersetzer sind zwei der wenigen Frauen, die mit ihrer Kritik auch im Privatbereich, bei den Beziehungen zwischen Mann und Frau, ansetzen. Die beiden Ärztinnen engagieren sich auch für eine kostenlose Empfängnisverhütung und die Fristenlösung. Ihre Vorträge über Empfängnisverhütung und hygienische Fragen in Aussersihl ziehen sehr viele Frauen an.“